# Motor boxer

El boxer patentat per Karl Benz.

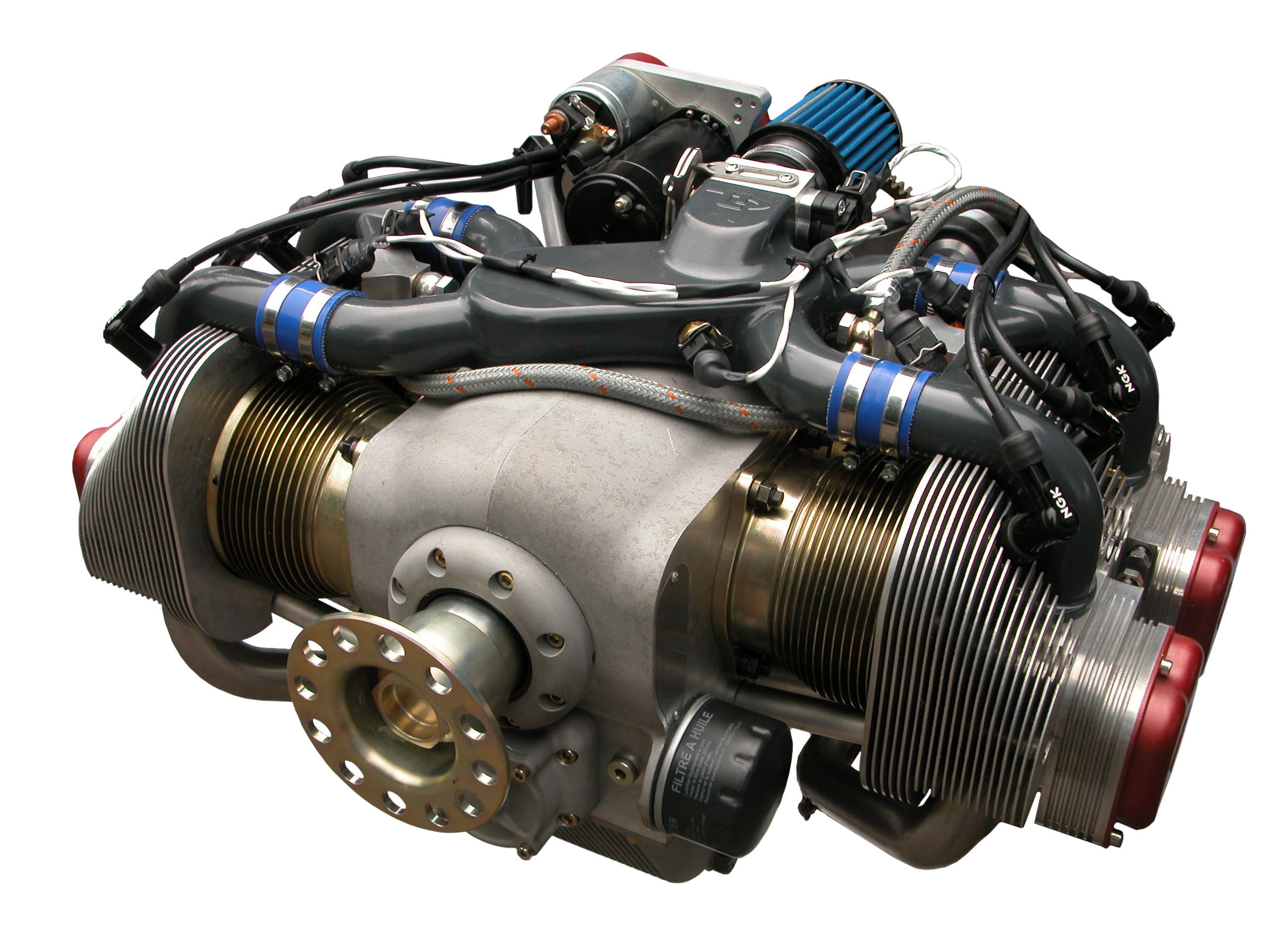
Motor boxer de avió.

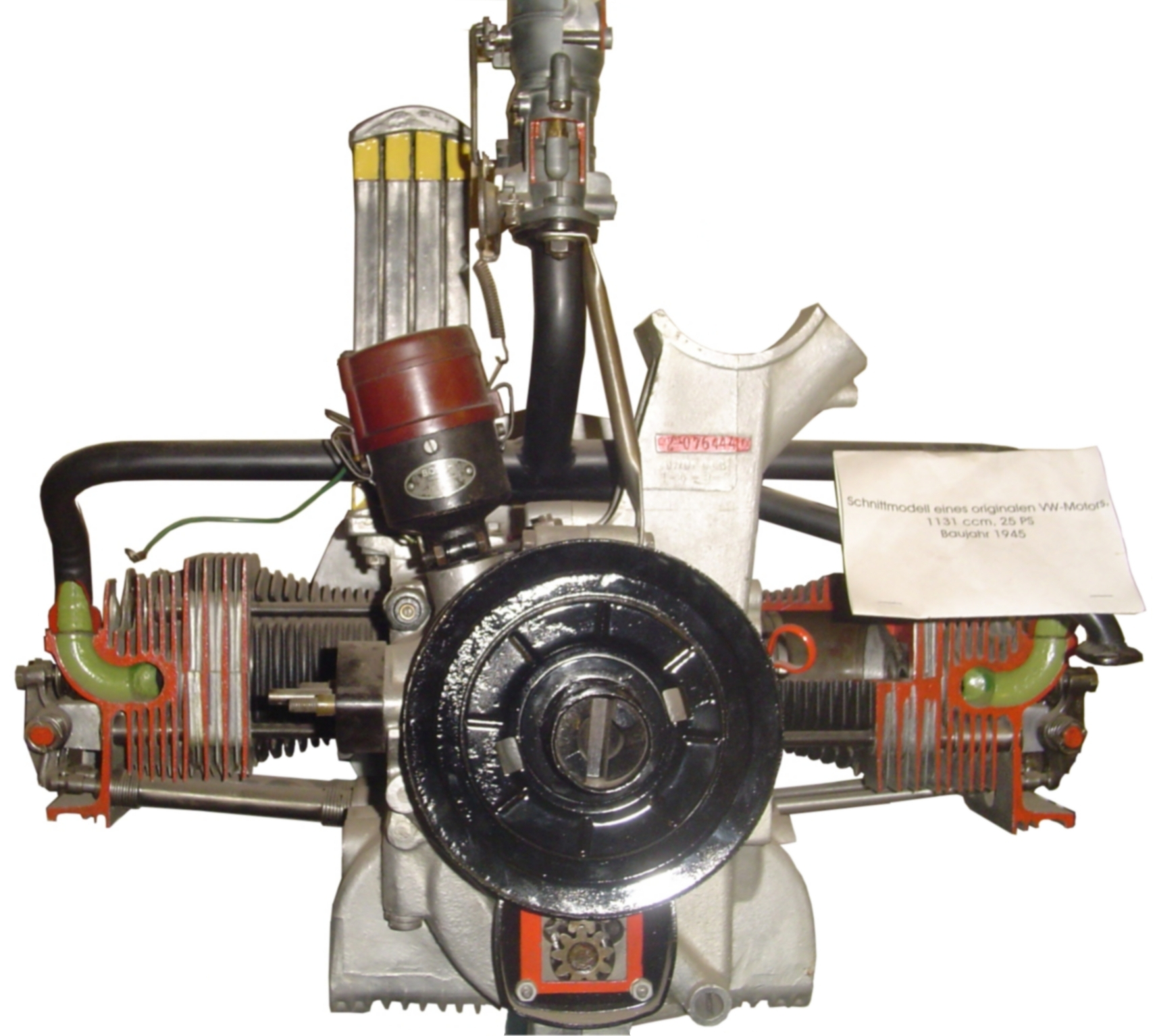
El famós boxer l'Volkswagen Beetle.

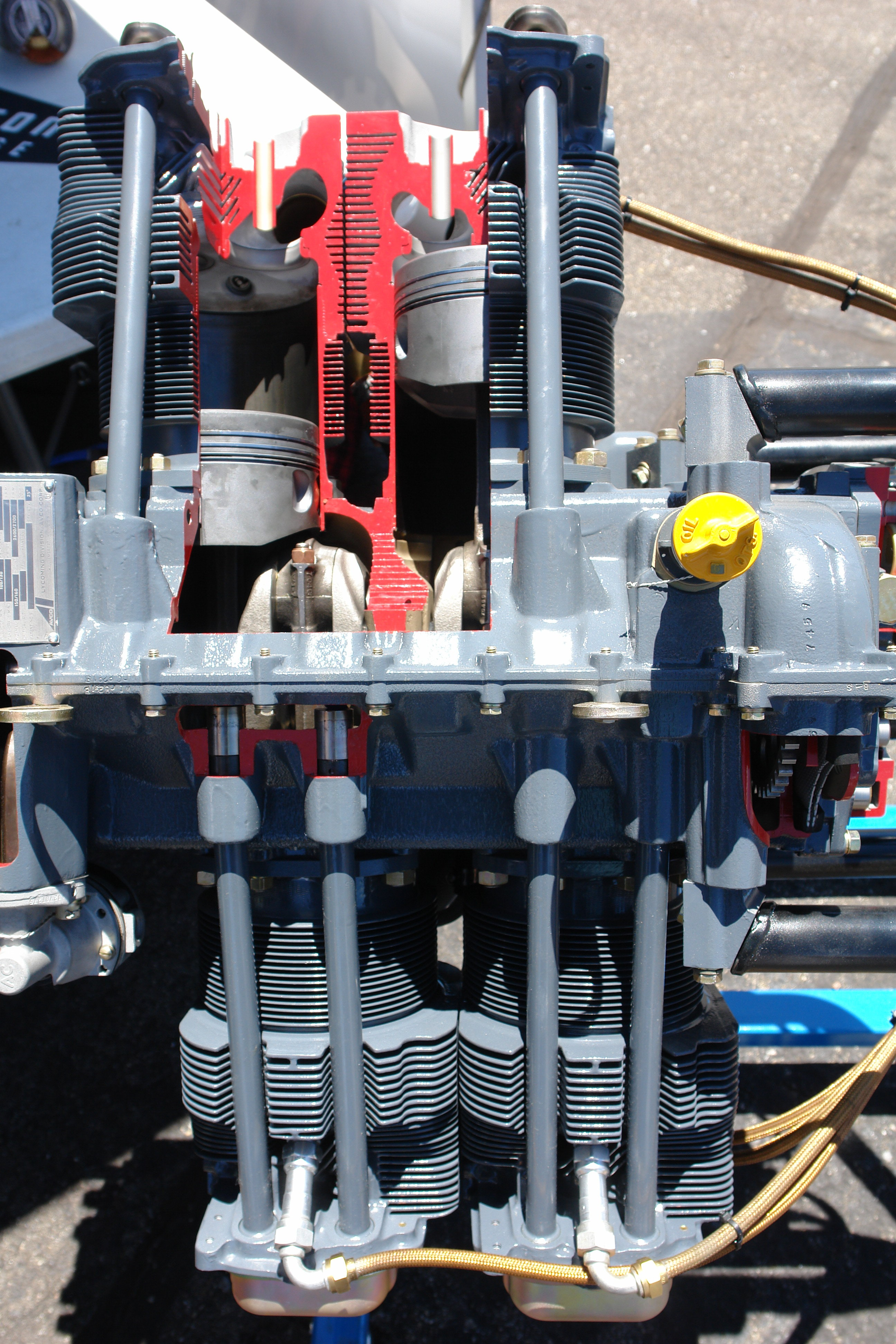
Motor boxer de avió.

Un  motor boxer  és un motor de combustió interna amb pistons que es troben disposats horitzontalment. Un motor de 90 graus cap amunt és un motor pla, com és aquell en el qual els cilindres estan disposats en dos bancs a banda i banda d'un únic cigonyal. En ambdues configuracions, els pistons es troben en horitzontal.
En general, cada parella de pistons corresponents a cada banc de cilindres en el cigonyal. Alguns motors boxer que no comparteixen cigonyal ni clavilles són anomenats i anomenats motors de 180 °.
- El motor boxer (també conegut com a motor de cilindres oposats a horitzontal), en què els pistons arriben a punt mort simultàniament. Els motors Boxes no s'han de confondre amb els motors de pistó es va oposar, que utilitzen un concepte totalment diferent.

- El motor en forma de V a 180 ° correspon una biela al cigonyal, i per tant, cada un arribarà a mig punt mort en una revolució després d'una altra. Els motors Plànols amb més de vuit cilindres V són els més comunament coneguts.

L'enginyer alemany Karl Benz va patentar el seu disseny per al primer motor de combustió interna horitzontal el 1896.

## Configuració
Els motors plans són més curts que els motors en línia, i tenen un menor centre de gravetat comuna en qualsevol altra configuració. Automòbils i motocicletes alimentats per un motor pla en general, tenen un menor centre de gravetat, donant una millor estabilitat i control. Aquests motors, però, són alguna cosa més que tradicionals i són més cars de produir.
La gran amplada d'aquests motors pot causar problemes en el muntatge del motor.
La configuració també millora la refrigeració per aire en els motors d'aeronaus així com en dissenys com en el Volkswagen Tipus 1, el Porsche 356 i 912. El Chevrolet Corvair utilitza un boxer de 6 cilindres, una raresa als Estats Units. Tant els antics com els nous models de Porsche 911 utilitzen motors boxer de 6 cilindres, en els models fins a 1998 (Porsche 993), aquests eren refredats per aire, però, a partir del 1998 (Porsche 996), els seus motors estan refrigerats per aigua, aquests automòbils situen el motor en la part posterior.
Situats en la part frontal i refrigerats per aire són utilitzats per Citroën en el seu model 2CV i els seus derivats, mentre que els Citroën GS/GSA, i Citroën Oltcit/Axel utilitzar un boxer de 4 cilindres. Igualment un motor boxer de 6 cilindres va ser proposat per al Citroën DS, però, aquesta proposta va ser rebutjada. BMW utilitza un refrigerat per aire en les seves  motocicletes.
Totes les versions dels Subaru Impreza, Forester, Tribeca, i Legacy utilitzen Motors davanters longitudinal boxer, ja sigui de 4 o 6 cilindres. Sempre que quan la seva amplada no interfereixi en el sistema de direcció, el motor boxer pot posicionar-se en la part davantera de la carrosseria.

## Boxer
El motor  boxer  té el seu nom, ja que cada parella de pistons es mou simultàniament dins i fora i no alternativament. Els boxer de fins a vuit cilindres han demostrat un gran èxit tant en automòbils com en motocicletes, i continuen sent populars per als avions lleugers.
Un dels beneficis de la utilització d'un boxer davant d'un motor en V és que el disseny proporciona un bon equilibri perquè cada impuls del pistó és contrarestat pel corresponent moviment del pistó del costat oposat. Els boxer són un de només tres cilindres que tenen un disseny natural de l'equilibri dinàmic, els altres dos són el 6 i el 12 cilindres en V. Aquests motors poden funcionar sense problemes i lliure de forces de desequilibri amb un cicle de quatre temps i no requereixen un eix d'equilibri o contrapesos en el cigonyal per equilibrar el pes de les peces, que són necessaris en altres configuracions del motor.
Cal tenir en compte que això és generalment cert en el cas dels motors boxer, independentment del nombre de cilindres, però no és cert per a tots en forma de V o en recte.
No obstant això, en el cas dels motors boxer de menys de sis cilindres, desequilibradose en moments (també conegut com un "petit balanceig") són inevitables a causa de l'horitzontal dels cilindres que no estan exactament al davant, però compensat lleugerament.
Els boxer tendeixen a produir més soroll que els motors en línia i en V per les vàlvules de soroll, a causa de la manca de la cobertura pels filtres d'aire i els altres components, produeixen una major vibració de torsió al motor en V, pel que tendeixen a requerir un major volant.
Tenen una característica de suavitat en tota la gamma de revolucions i, juntament amb la posició de muntatge immediatament per davant de l'eix posterior, ofereixen un baix centre de gravetat i un maneig més neutral.

## V a 180 º
Els motors no boxer han estat utilitzats en l'exercici de cotxes de curses, sobretot de 180 º en V12. Ferrari va utilitzar una versió de 180 ° V12 al Testarossa i Berlinetta boxer.
Aquesta configuració s'anomena de vegades  V a 180 º , perquè com la majoria dels dissenys de motor en V cada parell de pistons comparteixen una biela. En un motor de 180 ° en V, quan un pistó d'un parell es troba en punt mort superior. Un boxer en un motor amb pistons i el cigonyal a 180 º de separació.